# 熊谷孝
熊谷 孝（くまがい たかし、1911年（明治44年）11月28日 - 1992年（平成4年）5月10日）は、日本の文学者。国立音楽大学名誉教授。研究分野は文芸認識論、日本近代小説史。翻訳時には徳永郁介の筆名を用いた。

## 略歴
1935年（昭和10年）に法政大学法文学部国文科を卒業する。1937年（昭和12年）に法政大学大学院を修了する。
法政大学助手・講師・助教授を経て、国立音楽大学教授に就任する。
1992年（平成4年）5月10日に死去、80歳。

## 著書
- 『文学入門』（学友社、1949）
- 『文学序章』（磯部書房、1951）
- 『十代の読書』（河出書房、1956）
- 『文学教育』（国土社、1956）
- 『芸術とことば-文学研究と文学教育のための基礎理論』（牧書店、1963）
- 『中学校の文学教材研究と授業過程』（明治図書出版、1966）
- 『言語観・文学観と国語教育』（明治図書出版、1967）
- 『文体づくりの国語教育-創造と変革への道』（三省堂、1970）
- 『現代文学にみる日本人の自画像』（三省堂、1971）
- 『芸術の論理』（三省堂、1973）
- 『井伏鱒二-講演と対談』（鳩の森書房、1978）
- 『教育学全集5』（小学館、1984）
- 『文体づくりの国語教育-創造と変革への道』（三省堂、1985）
- 『太宰治-『右大臣実朝』試論』（みずち書房、1987）

## 共著
- 『新しい日本文学史』佐山済（同光社磯部書房、1952）
- 『芥川文学手帖-『羅生門』『トロッコ』『杜子春』他四十二編 教材化と授業の視点』（文学教育研究者集団、1974）

## 訳書
- ディルタイ『想像力の分析』（野田書房、1937）
- ディルタイ『近世美学史-近世美学の三劃期と今日の課題』（創元社、1953）

## 編集
- 『文学教育の構造化-文体づくりと総合読み』（三省堂、1970）
- 『芥川文学手帖』文学教育研究者集団（著）（みずち書房、1983）
- 『井伏文学手帖』文学教育研究者集団（著）（みずち書房、1984）
- 『太宰文学手帖』文学教育研究者集団（著）（みずち書房、1985）